# Andrea Riphaus
Andrea Beate Riphaus (geboren 1970 in Langen) ist eine deutsche Medizinerin, Wissenschaftlerin und Fachautorin. Sie ist Professorin an der Ruhr-Universität Bochum, Präsidentin der Deutschen Gesellschaft für Endoskopie und Bildgebende Verfahren (DGE-BV) und Mitautorin des Ausbildungscurriculums der DGE-BV für endoskopisches Assistenzpersonal. Riphaus war an der Erstellung nationaler und internationaler Leitlinien zu endoskopischen Untersuchungen beteiligt.

## Werdegang
Riphaus studierte Medizin in Hamburg und in Frankfurt am Main. Ihre internistische und ihre gastroenterologische Ausbildung absolvierte sie am KRH Klinikum Siloah in Hannover. Im April 2000 wurde Riphaus Assistenzärztin und im Mai 2006 Oberärztin am KRH Klinikum Siloah. In 2009 wechselte sie an das Knappschaftskrankenhaus Bochum-Langendreer, Teil des Universitätsklinikums der Ruhr-Universität Bochum. Hier arbeitete Riphaus neben ihrem Schwerpunktbereich, der interventionellen Endoskopie, zudem in der Onkologie und baute den Palliativbereich des Krankenhauses mit auf. Im Februar 2013 wurde sie Chefärztin der Inneren Medizin am KRH Klinikum Agnes Karll Laatzen. In 2017 wechselte Riphaus an das St. Elisabethen-Krankenhaus in Frankfurt am Main, wo sie Chefärztin der Medizinischen Klinik II wurde. Im Jahr 2019 berief die Ruhr-Universität Bochum sie zur außerplanmäßigen Professorin. Seit März 2024 ist Riphaus Chefärztin der Medizinischen Klinik I des Ketteler Krankenhauses in Offenbach am Main.

### Schwerpunkte
Riphaus ist spezialisiert auf Gastroenterologie, Hepatologie, Endoskopie und Sonographie. Auf dem Gebiet der Endoskopie ist sie zudem wissenschaftlich tätig. Aufgrund ihrer Expertise im Bereich Gastroskopie wurde Riphaus vom Magazin Focus in die Liste der „Top Mediziner des Jahres 2018“ aufgenommen.

## Engagement
Riphaus engagiert sich ehrenamtlich in mehreren Fachgesellschaften. Sie leitete die Sektion Endoskopie der Deutschen Gesellschaft für Gastroenterologie, Verdauungs- und Stoffwechselkrankheiten (DGVS) und wurde im Jahr 2024 zur Präsidentin der Deutschen Gesellschaft für Endoskopie und Bildgebende Verfahren (DGE-BV) gewählt.

### Leitlinienarbeit
Für die DGVS war Riphaus Leitlinienkoordinatorin der im Juni 2023 veröffentlichten S3-Leitlinie Sedierung in der gastrointestinalen Endoskopie der Arbeitsgemeinschaft der Wissenschaftlichen Medizinischen Fachgesellschaften (AWMF), bei der diese Fachgesellschaft die Federführung innehatte. Zudem war sie als Autorin an der in 2017 veröffentlichten AWMF-S2k Leitlinie Gastroenterale Blutung beteiligt. Für die European Society for Gastrointestinal Endoscopy (ESGE) war Riphaus an der Leitlinie Non-anesthesiologist administration of propofol for gastronintestinal endoscopy beteiligt, die im Juni 2015 veröffentlicht wurde.